# Pål Varhaug
Pål Varhaug (Stavanger, 26 januari 1991) is een autocoureur uit Noorwegen.

## Carrière

### Karting
Varhaug begon zijn carrière in het karting in 2005, waarbij hij als vijfde finishte in het Noorse ICA Junior-kampioenschap. Hij finishte ook als vierde in de Viking Trophy ICA Junior-klasse. Het jaar daarop won hij opnieuw het Noorse ICA Junior-kampioenschap.

### Formule Renault
Varhaug stapte over naar de eenzitters in 2007, waarbij hij deelnam aan de Zwitserse Formule Renault 2.0 voor het team Jenzer Motorsport. In het gehele seizoen behaalde hij zeven podiumplaatsen, waarvan vier overwinningen, om als tweede in het kampioenschap te finishen achter de Tsjechische coureur Adam Kout. Hij nam ook deel aan enkele races in de Italiaanse Formule Renault 2.0 en de Formule Renault 2.0 NEC.
Varhaug bleef bij Jenzer Motorsport rijden in 2008 in zowel de Eurocup Formule Renault 2.0 als de Italiaanse Formule Renault 2.0. Hij finishte als 15e in de Eurocup, met als beste resultaat een vijfde plaats in de tweede race op Estoril. In Italië finishte hij alle 14 races in de punten en met drie overwinningen stelde hij zich veilig voor de titel.
Aan het eind van het seizoen nam Varhaug deel aan tests voor de Formule Renault 3.5 Series op Paul Ricard voor het Prema Powerteam, waarbij hij meer dan 100 ronden aflegde.

### International Formula Master
In 2009 stapte Varhaug over naar de International Formula Master, nog steeds voor Jenzer Motorsport. Hij finishte als vijfde in de totaalstand en als tweede in het rookiekampioenschap achter Alexander Rossi. Hij behaalde vijf podiumplaatsen en een pole position op het Automotodrom Brno.

### GP3
Varhaug reed in 2010 in de nieuwe GP3 voor Jenzer Motorsport. Hij rijdt hierbij naast de Zwitsers Simon Trummer en Nico Müller. Nadat hij zich op de tweede plaats kwalificeerde, won Varhaug in Barcelona de allereerste GP3-race en mocht met Robert Wickens en Esteban Gutiérrez naar het podium. Later bleek dat dit zijn enige punten van het seizoen zouden worden en eindigde hierdoor als dertiende in het kampioenschap met 10 punten. Hij eindigde wel oorspronkelijk als derde in de tweede race op Spa-Francorchamps, maar later werd hij teruggezet naar de vijftiende plaats omdat hij de safetycar in had gehaald. Ook zette hij de snelste ronde neer op het Autodromo Nazionale Monza, maar kreeg hier geen kampioenschapspunt voor omdat hij niet in de top 10 eindigde.
In 2014 keerde Varhaug terug in de GP3, waarbij hij opnieuw voor Jenzer Motorsport reed. Hij had Mathéo Tuscher en Adderly Fong als teamgenoten. Met een vijfde plaats op Spa-Francorchamps als beste resultaat werd hij zeventiende in het kampioenschap met 12 punten.
In 2015 blijft Varhaug in de GP3 rijden voor Jenzer. Hij krijgt Tuscher en Ralph Boschung als teamgenoten.

### GP2
Varhaug reed in 2011 in de GP2 Asia Series voor het team DAMS naast Romain Grosjean. Met de zesde plaats in de laatste race op het Autodromo Enzo e Dino Ferrari eindigde hij als dertiende in het kampioenschap met één punt, terwijl de titel van Grosjean ervoor zorgde dat DAMS ook het teamkampioenschap won.
Varhaug reed in 2011 ook in het hoofdkampioenschap van de GP2 Series voor DAMS naast Grosjean. Terwijl Grosjean ook hier de titel won, scoorde Varhaug geen enkel punt waardoor hij als 23e in het kampioenschap eindigde.
In 2013 keerde Varhaug terug in de GP2 voor het nieuwe team Hilmer Motorsport. Na twee raceweekenden werd hij echter weer vervangen door Jon Lancaster.

### Auto GP
Doordat hij zijn zitje bij DAMS verloor, stapte Varhaug in 2012 over naar de Auto GP voor het team Virtuosi UK. Met overwinningen op Monza, de Hungaroring en de Sonoma Raceway eindigde hij als tweede in het kampioenschap met 183 punten, 38 punten achter kampioen Adrian Quaife-Hobbs.